# Султанов, Кадырмат
Кадырмамат Султа́нов (кирг. Кадырмамат Султанов; 1905 год, село Сопу-Коргон — август 1957) — киргизский коммунистический деятель, первый секретарь Лейлекского и Ленинского райкомов Компартии Киргизии, Джалал-Абадская область, Киргизская ССР. Герой Социалистического Труда (1957). Депутат Верховного Совета Киргизской ССР.

## Биография
Родился в 1905 году в крестьянской семье в селе Сопу-Коргон (сегодня — Алайский район Ошской области).
В 1929 году вступил в ВКП(б). Занимал различные должности на партийной и государственной службе. С 1948 года — первый секретарь Лейлекского райкома Компартии Киргизии и с 1951 года — первый секретарь Ленинского райкома компартии Киргизии.
Под его руководством Ленинский район достиг высоких показателей по сельскохозяйственному производству. Указом Президиума Верховного Совета СССР от 15 февраля 1957 года за выдающиеся успехи, достигнутые в деле увеличения производства сахарной свеклы, хлопка и продуктов животноводства, широкое применение достижений науки и передового опыта в возделывании хлопчатника, сахарной свеклы и получение высоких и устойчивых урожаев этих культур удостоен звания Героя Социалистического Труда с вручением ордена Ленина и золотой медали «Серп и Молот».
Неоднократно избирался депутатом Верховного Совета Киргизской ССР (1951—1959).